# Lijst van radiozenders in Frankrijk
Dit is een lijst van radiozenders die uitzenden  in Frankrijk.

## Nationale radiozenders

### Publieke radio
Alle landelijke publieke stations zijn gezeteld in het Maison de la radio in Parijs en maken deel uit van het staatsbedrijf Radio France. Naast de nationale zenders in deze lijst, is Radio France ook verantwoordelijk voor een aantal regionale zenders, gekend onder de naam France Bleu.
- France Inter; voorheen Club d'Essai (1947), Paris-Inter (1947 - 1957), France I (1957 - 1963), RTF Inter (1963).
- France Musique; voorheen Programme musical à modulation de fréquence (1954 - 1959), France IV Haute-Fidélité (1959 - 1963), RTF Haute Fidélité (1963).
- France Culture; voorheen Chaîne nationale (1946 - 1958), France III (1958 - 1963), RTF Promotion (1963).
- FIP (France Inter Paris) sinds 1971.
- France Info sinds 1987.
- Le Mouv' sinds 1997.

### Commerciële radio
Zendlicenties aan commerciële zenders worden toegekend op basis van een indeling in categorieën. Landelijke zenders vallen allen in de categorie D of E.

#### RTL
RTL is gevestigd in Parijs.
- RTL, categorie E, voorheen Radio Luxembourg (1933 - 1966)
- RTL2, categorieën C en D, voorheen Metropolys (1984 - 1992) en Maxximum (1989 - 1992) gefuseerd in M40 (1992 - 1994).
- Fun Radio, categorieën C en D

#### Lagardère Active
Alle studios en kantoren zijn gevestigd in Parijs
- Europe 1, categorie E, sinds 1955
- Virgin Radio, categorieën C en D, voorheen Europe 2 (1986 - 2007)
- RFM, categorieën C en D, sinds 1981

#### NextRadioTV
- RMC, categorie E, in Monaco en Parijs, sinds 1942
- BFM Business, categorieën C en D, in Parijs, sinds 1992

#### Fiducial
- Sud Radio, categorieën B en E, gevestigd in Labège, voorheen Andorradio (1958 - 1961), Radio des Vallées d'Andorre (1961 - 1966)

#### NRJ Group
NRJ Group is gevestigd in Parijs.
- NRJ, categorieën C en D, sinds 1981
- Nostalgie, categorieën C en D, sinds 1983, oorspronkelijk gevestigd in Lyon, later verhuisd naar Parijs
- Chérie FM, categorieën C en D, sinds 1987
- Rire et Chansons, categorieën C en D, sinds 1989

#### Espace Group
Naast de zender met nationale reikwijdte MFM Radio, heeft Espace Group een aantal regionale zenders in de regio Auvergne-Rhône-Alpes.
- MFM Radio, categorie D, voorheen Radio Montmartre (1981 - 1995), Montmartre FM (1995 - 1998), beiden vanuit Parijs, tegenwoordig vanuit Lyon

#### Groupe Les Échos
- Radio Classique categorie D, sinds 1982 in Parijs

#### Nova Press
- Radio Nova, categorie D, in Parijs, voorheen Radio Verte (1977 - 1981)
- TSF Jazz, categorie D, in Parijs, voorheen TSF 89.9 (1981 - 1999)

#### Groupe Orbus
- Skyrock, categorieën C+D, in Parijs, voorheen La Voix du Lézard (1983 - 1986)

#### Arthur World Participation Group
- OÜI FM, categorie D, in Parijs sinds 1986

#### Verkeersinformatie-radios
- 107.7 FM in Parijs sinds 1995
- Autoroute de Gascogne FM in Le Pontetsinds 2011
- Autoroute Info in Saint-Apollinaire, voorheen Rhôn'Alpes 1 (1991 - 2007)
- Normandie Trafic in Alençon sinds 2010
- Radio Vinci Autoroutes in Rueil-Malmaison, Mandelieu-la-Napoule en Vedène sinds 2011 een fusie van Autoroute FM (1988 - 2011) en Radio Trafic FM (1995 - 2011)
- SNCF La Radio sinds 2010

#### Andere private radiostations
- Beur FM, categorie D, in Parijs sinds 1992
- Radio FG, categorie D, in Parijs, voorheen Fréquence Gaie (1981 - 1987)

## Internationale radio
- Radio France internationale (RFI) (Parijs): sinds 1975 onafhankelijk. Voorheen Le Poste Colonial (1931 - 1938), Paris Mondial ¨(1938 - 1940), RTF Radio Paris (1945 - 1965), ORTF Radio Paris (1965 - 1975).

## Regionale radiostations en netwerken
Hieronder een incomplete lijst van regionale stations en netwerken.

### Publieke radio

#### Radio France
Alle zenders van Radio France zijn gehuisvest in het Maison de la Radio in Parijs.
- France Bleu, verschillende regionale zenders sinds 1975, sinds 2000 alle onder de naam France Bleu.

#### France Télévisions
- Outre-Mer première (Malakoff) : zender voor overzeese gebiedsdelen, behorend tot het onderdeel Réseau Outre-Mer Première van France Télévisions.[1] Bestaand sinds 1954 en sinds 1975 afhankelijk van France Télévisions.

### Commerciële radio
Dit overzicht is mogelijk incompleet; u kunt helpen door het uit te breiden.
Alle zenders in deze lijst vallen in de categorie B, zoals vastgesteld door de CSA.

#### Alouette
Alouette is de grootste regionale zender van Frankrijk en zendt uit in het westen van het land.
- Alouette, Les Herbiers (Vendée), categorie B, sinds 1981. Het programma van Alouette wordt tevens uitgezonden door: Radio Beau Soleil FM, Magic FM, Tempo FM

#### Groupe 1981
- Ado FM, in Parijs sinds 1981
- Black Box, in Bordeaux sinds 1991, zendt het programma van Ado FM uit
- Forum, in Orléans sinds 1981
- Latina, in Parijs sinds 1982
- Vibration, in Orléans sinds 1982
- Voltage, in Parijs sinds 1982
- Wit FM, in Bègles sinds 1988

#### Espace Group
Naast deze regionale zenders in de regio Auvergne-Rhône-Alpes heeft Espace Group de zender MFM Radio die landelijk uitzendt.
- Radio Espace in Lyon
- Alpes 1 in Grenoble en Gap, sinds 1999
- Générations in Parijs, sinds 1992
- Jazz Radio in Lyon, voorheen Fréquence Jazz (1996 - 2008)
- Là la Radio in Briançon
- La Radio Plus in Thonon-les-Bains, voorheen Radio Thollon (1982 - 2005)
- ODS Radio in Annecy
- Radio RVA (Radio Vacances Arlanc, Radio Val Ambert, Radio des Volcans d'Auvergne) in Clermont-Ferrand
- Sun 101.5 in Lyon, sinds 1993
- Virage radio in Lyon, voorheen Couleur 3 (1993 - 2009)
- RVA in Clermont-Ferrand

#### HPI Groupe
- Évasion FM in Parijs sinds 1983
- Chante France, voorheen Bizz FM (1992 - 1993)

#### ISA Media Development
- Radio ISA in La Tour-du-Pin
  - Radio ISA Grenoble in Grenoble sinds 2011
- N'Radio in Soissons sinds 2008
- Radio Numéro 1 in Cosne-Cours-sur-Loire en La Tour-du-Pin

#### Groupe Mediameeting
- GOLD FM in Bordeaux sinds 2007
- 47 FM in Agen, sinds 2007
- Toulouse FM in Toulouse sinds 2009

#### Groupe La Voix
- Contact in Tourcoing sinds 1982 zendt vanuit Reims uit onder de naam Champagne FM sinds 1991

#### Arthur World Participation Group
- Nice Radio sinds 1986 in Nice

#### Andere private radiostations
- Mona FM, in Armentiers sinds 1981
- Radio Dreyeckland, in Mulhouse, voorheen Radio Verte Fessenheim (1977 - 1981)
- Radio Mélodie, in Sarreguemines sinds 1987

## Lokale radio's
Dit overzicht is mogelijk incompleet; u kunt helpen door het uit te breiden.
- Radio Alfa
- Radio Libertaire

### Radiozenders in hetvlaams
- Radio Pays, categorie A (gemeenschapsradio), in Montreuil-sous-Bois
- Radio Uylenspiegel (Kassel)

## Gemeenschapsradios
Dit overzicht is mogelijk incompleet; u kunt helpen door het uit te breiden.
Alle zenders in deze lijst vallen in de categorie A, zoals vastgesteld door de CSA.
- Radio Courtoisie in Parijs
- Radios chrétiennes françaises, in Lyon

## Verdwenen radiozenders
Dit overzicht is mogelijk incompleet; u kunt helpen door het uit te breiden.
- Radio Paris